# Club Natación Ondarreta Alcorcón
Club Natación Ondarreta Alcorcón je španjolski vaterpolski klub iz Alcorcona.

## Uspjesi
(stanje u rujnu 2010.)

### Vaterpolisti
- 1 put su osvojili Madridski kup (Copa de Madrid), 2009.

### Vaterpolistice
- 1 put su osvojile Madridski kup (Copa de Madrid), 2009.
- 2 puta su osvojile španjolski kup, Kraljičin kup (Copa de la Reina de waterpolo femenino): 2005/06. i 2006/07.

- 1 put prvakinje Španjolske: 2005/06.

## Poznati igrači
- Mario García Rodríguez